# Cryptotriton
Cryptotriton és un gènere d'urodels de la família Plethodontidae, endèmic d'Amèrica Central, amb poblacions localitzades a Oaxaca i Chiapas (Mèxic), Guatemala i el nord-oest d'Hondures. El seu hàbitat natural són els montans humits tropicals o subtropicals. Està amenaçada d'extinció a causa de la destrucció del seu hàbitat.

## Taxonomia
- Cryptotriton adelos (Papenfuss i Wake, 1987). És endèmica de Mèxic.
- Cryptotriton alvarezdeltoroi (Papenfuss i Wake, 1987). És endèmica de Mèxic.
- Cryptotriton monzoni (Campbell i Smith, 1998). És endèmica de Guatemala.
- Cryptotriton nasalis (Dunn, 1924). Habita a Hondures i possiblement a Guatemala.
- Cryptotriton sierraminensis (Vásquez-Almazán, Rovito, Good & Wake, 2009).[1] Habita a Guatemala.
- Cryptotriton veraepacis (Lynch i Wake, 1978). És endèmica de Guatemala.
- Cryptotriton wakei (Campbell i Smith, 1998). Habita a Guatemala i possiblement a Hondures.